# Ballesta
|  | No s'ha de confondre amb Balista (arma) o Ballesta (suspensió). |

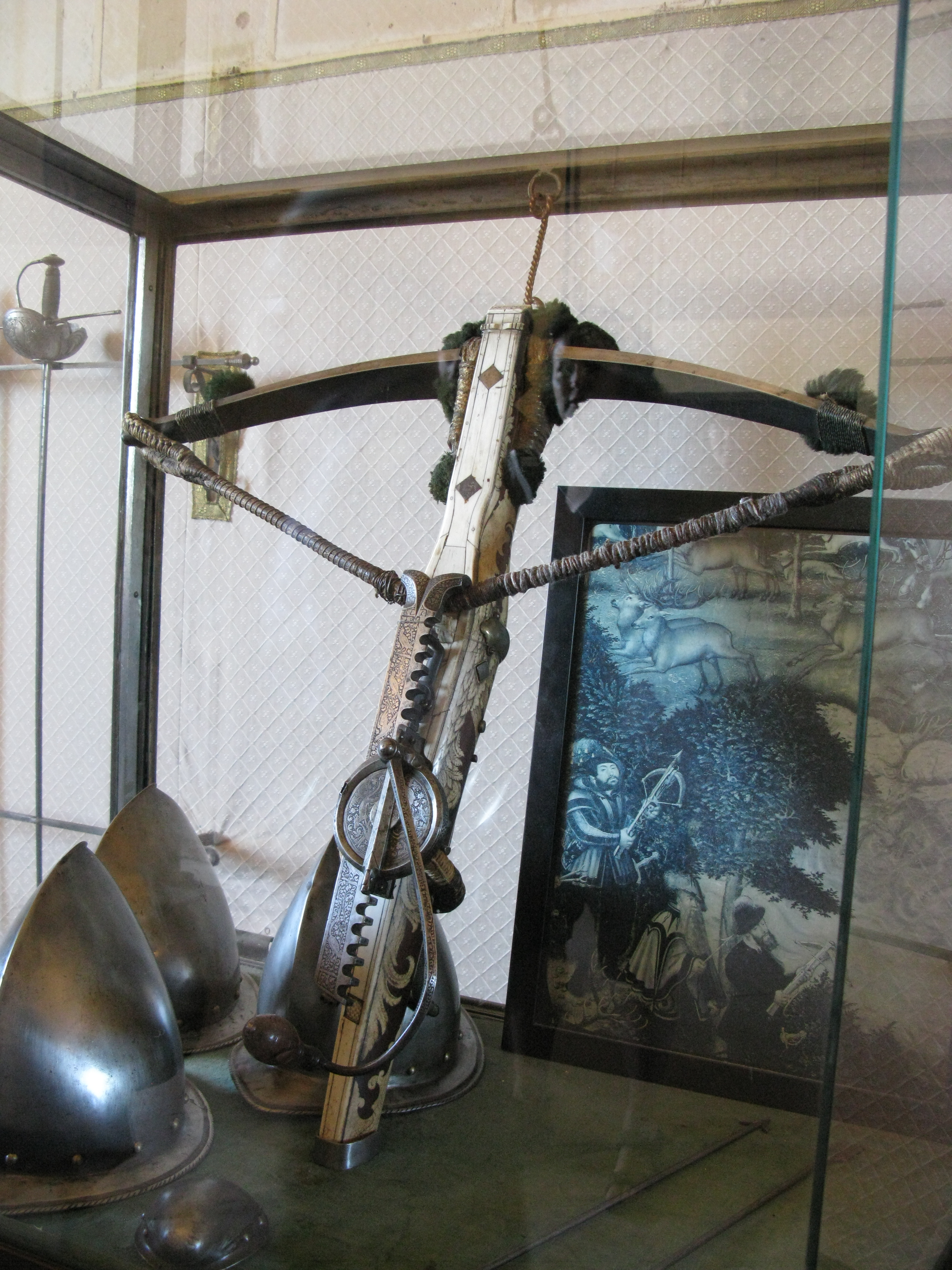
Ballesta de carranquí de Carles V

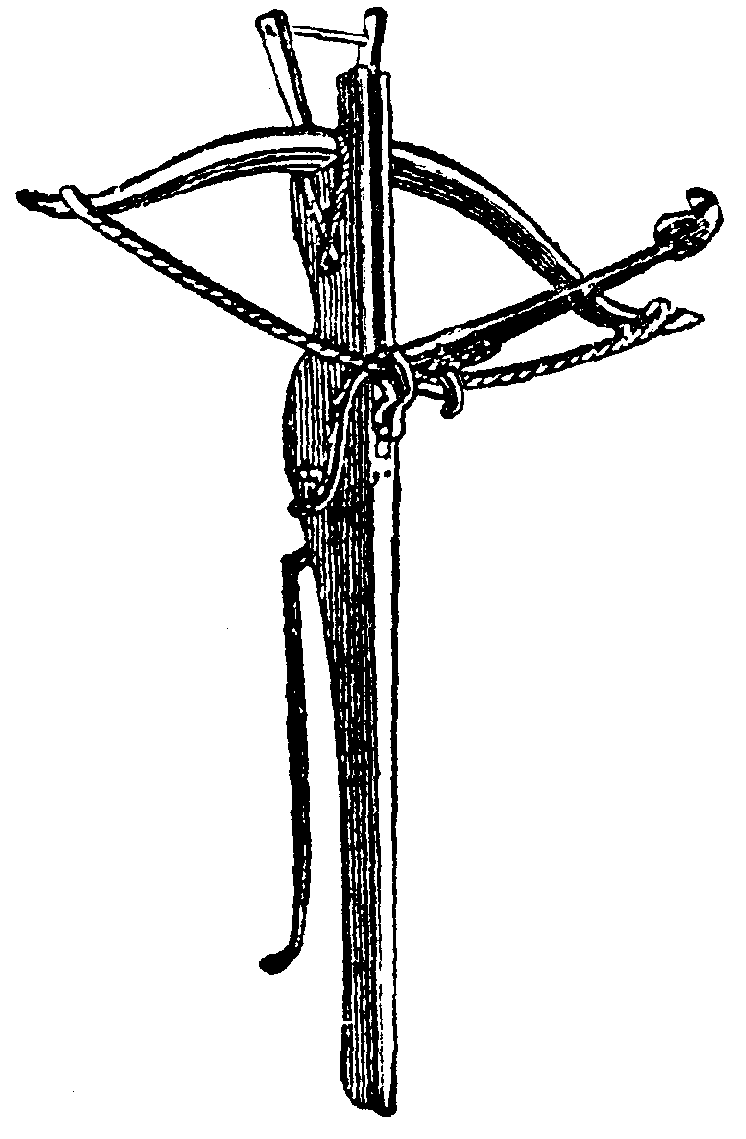
Ballesta amb gafa

Una ballesta és una arma per a la guerra i la caça que dispara diferents tipus de fletxes a gran distància, antigament també projectils esfèrics. És formada per un arc amb corda col·locat transversalment al cap d'un mànec o arbrer on té el punt de suport el mecanisme per a parar l'arc i hi ha el mecanisme de mantenir-la parada i disparar-la.
Probablement inventada a la Xina, la ballesta va tenir un important paper en les guerres de l'edat mitjana a Europa i fou emprada a la caça. L'evolució del seu arc, fins que arribà a ser d'acer, fou paral·lela a la dels mecanismes per a carregar-la. Actualment encara és en ús com a arma esportiva o de caça.

## Descripció
Modernament, una ballesta consisteix en un arc muntat al cap d'una culata semblant a la d'un rifle o escopeta, que conté el mecanisme (gallet) per a armar i disparar els projectils. En els extrems del suport hi ha una corda que es posa en tensió portant-la fins al final de la culata encaixant-la en el mecanisme d'armat. Quan es prem el gallet s'allibera la corda que torna a la seva posició inicial i llença el projectil. La superfície superior de la culata, anomenada llera, és on es posa el projectil. La llera és travessada per una ranura que permet que el projectil o virató surti recte en disparar-lo.

## Descripció bàsica d'una ballesta medieval
Una ballesta està formada per una estructura de fusta (arbrer), un arc de fusta o de banya (arc o verga), una corda i un sistema de llançament.
- L'arc es munta perpendicularment sobre l'arbrer, de forma centrada.
- L'arbrer disposa d'un estrep destinat a rebre la punta del peu per a permetre tensar la corda fins a fixar-la amb la nou.
- L'arc s'uneix a l'arbrer amb una lligada reforçada, constituïda generalment per una corda de budell que passa diverses vegades per un forat de l'arbrer i pels dos braços de l'arc.
- El sistema de retenció i llançament està format per dues peces bàsiques (nou i clau) i una molla que pressiona la clau.
  - Com a peces accessòries hi pot haver un sistema de mira (que permeti apuntar més fàcilment) i un ganxo per a penjar la ballesta (d'una corretja, per exemple, a la cintura, l'esquena o a la sella del cavall).

### Arbrer
L'arbrer era, generalment, de fusta dura i d'una sola peça. De forma recta i allargada, tenia una ranura acanalada per a guiar el projectil, l'allotjament de la nou (caixa de la ballesta, caixa de la nou) i els forats i eixos necessaris per a la clau i els sistemes de tensat particulars.

### Arc
Els arcs més primitius eren de fusta dura (teix, freixe, servera…) i d'una sola peça. També n'hi havia de banya, d'una sola peça o de dues. Una variant més potent i evolucionada eren els arcs compostos de fusta, banya i tendons animals, disposats adequadament (la banya a l'interior, la fusta enmig i els tendons en la part exterior) imitant els arcs mongols de fletxes. La darrera variant és la dels arcs de ballesta d'acer trempat.
- Els arcs d'acer trempat són peces molt semblants a les bones espases d'acer. Els ibers ja fabricaven espases elàstiques d'acer en època preromana. Tan flexibles que les podien tòrcer recolzant-les amb el cap per la meitat de la fulla i flexionant ambdós extrems fins a tocar les espatlles. Quan hom deixava de fer força l'espasa s'adreçava sola, sense deformació permanent. (La tecnologia dels gals i dels romans era molt inferior. Les seves espases no tenien elasticitat i es deformaven sota esforços moderats).
  - Segons referència adjunta, l'espasa de Jaume el Conqueridor es guardava gairebé formant un cercle des de la conquesta de València. L'any 1666 la varen desclavar per a dur-la a la processó i es va adreçar del tot. Devia estar molt ben forjada i trempada.[5]
- Tot i que no està documentat (de forma accessible) els millors arcs de ballesta es devien forjar amb una ànima poc acerada i les cares exteriors més dures i elàstiques. Com algunes de les millors espases. També hi ha bones espases d'acer amb unes característiques constants en tota la seva secció (vegeu Acer de Damasc).

En la seva forma més senzilla, un arc de ballesta d'acer tenia una forma general gairebé rectangular o el·líptica, d'aspecte allargat i pla. Amb una secció poc gruixuda. Als extrems de l'arc hi havia unes osques destinades a rebre la corda de la ballesta. Hi havia arcs de ballesta formats per la superposició de diversos elements de secció rectangular de poc gruix (com algunes ballestes d’automòbil) anomenats cairons.

### Unió de l'arc amb l'arbrer

Ballesta sueca c.1500 amb arc d'acer. (Vegeu la lligada de l'arc amb l'arbrer).

L'arc i l'arbrer d'una ballesta són dues peces que cal unir de manera correcta per a formar part de l'arma acabada. En les ballestes primitives aquesta unió consistia en una lligada a base d'un cordó de fibres tèxtils (per exemple cànem), cordes de budell o tendons animals. El cordó passava diverses vegades dins d'un forat de l'arbrer, envoltant l'arc a banda i banda de l'arbrer.
La lligada es feia amb el cordó humit i, quan s'assecava, la retracció del cordó deixava la lligada ben tibant i sòlida. La unió per lligada era econòmica, lleugera i segura. A més, proporcionava un cert amortiment del xoc del llançament.
- Amb l'aparició de l'arc d'acer, especialment en ballestes grosses, la unió arc-arbrer es transformà en una unió de peces encaixades i subjectades per perns o un sistema similar.

### Corda
Segons l'obra de Ralph Payne les cordes de ballesta es feien a partir de cànem o lli. Cada corda estava formada per una munió (moltes dotzenes) de fils individuals sense teixir ni tòrcer. El conjunt de fils paral·lels disposava d'una baga o llaç en cada extrem, que permetien encaixar la corda en les osques de l'arc.
Moltes cordes de ballesta estaven protegides per una capa fina de pell, enrotllada en espiral sobre els fils de cànem. La superfície exterior podia encerar-se per a protegir la corda de la pluja, gran enemiga dels ballesters.
- Per tot l'imperi espanyol, a Amèrica i Europa, el fil de ballesta de València fou molt usat i gaudí d'una gran anomenada.

Altres autors esmenten cordes de ballesta fetes a partir de tendons d'animals o de cordes de budells (com les cordes de viola). També hi ha documentació sobre cordes de seda.

### Nou
1. Nou.
2. Corda.
3. Virató o sageta.
4. Clau.

Nou de ballesta:

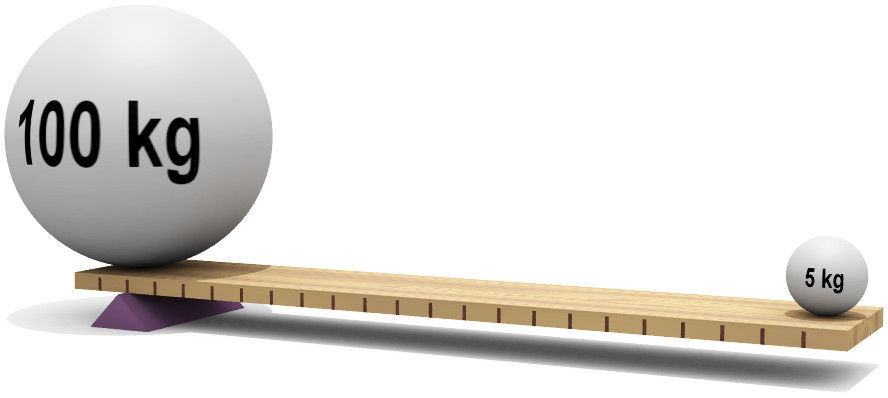
Exemple de palanca en equilibri, on la relació entre braços ha de ser de 20:1 a favor de la massa de 5 kg per tal de mantenir-se en equilibri estàtic. En una ballesta la nou fa de palanca. La corda actua sobre una radi petit; la punta de la clau sobre un radi més gran.

El sistema tradicional de llançament d'una ballesta es basa en la nou. Les primeres ballestes amb mecanisme de retenció de la corda tensada i de llançament, empraven un sistema directe. Un apèndix de la clau retenia la corda, que es disparava (desparava) fent-lo lliscar relativament a la corda fixa.
- La nou és una peça intermèdia entre la corda i la clau.
- Quan es prem la clau per a tirar, la punta de la clau llisca contra la nou (contra el rifoll, que reforça la nou) fins que queda alliberada.
- La rotació de la nou deixa la corda lliure. El fregament de la corda amb la nou és mínim. Contràriament al sistema primitiu de lliscament directe.

El material tradicional per a les nous de ballesta era la banya de cérvol o d'ant. En terres escandinaves les nous de ballesta es fabricaven a partir dels ullals de morsa.
Per a impedir el desgast excessiu de la nou, provocat pel fregament amb la punta de la clau (cadell), hi havia la solució d'un insert metàl·lic (d'acer trempat) en forma de tascó anomenat rifoll.

#### Allotjament de la nou
En les ballestes antigues, la nou, de forma sensiblement cilíndrica, anava allotjada en la caixa de la ballesta o caixa de la nou. Normalment sense cap eix ni sistema de retenció. Simplement introduïda de manera ajustada.
En models posteriors més sofisticats, la nou podia anar assegurada amb una cordeta de budell que passava uns quants cops per un petit forat de la nou i dos forats de l'arbrer de centres coincidents. En ballestes encara més modernes, la nou podia estar assegurada i centrada per dos petits pius laterals (que no foradaven del tot la nou), o per un eix passant (amb extrem roscat o no).

### Clau
La clau és la peça que permetia mantenir la ballesta parada per a desparar-la quan volia el ballester. Una molla pressionava la clau per a mantenir-la “oberta”, un cop muntada a la ballesta. Per a tirar (desparar) el ballester havia d'estrènyer la clau, fent força contra la molla. La clau incorporava la palanca de llançament (que es mostrava fora de l'arbrer), i el disparador pròpiament dit (la punta acerada que retenia la nou; directament o a través del rifoll).
La clau no era altre que una palanca que podia girar sobre un eix que travessava perpendicularment l'arbrer. Amb una part visible, fora de l'arbrer, i una part amagada dins de l'arbrer.

### Sistemes de punteria
Les ballestes medievals podien tenir alguns elements per ajudar a apuntar amb precisió. Bàsicament es reduïen a una peça fixada a l'arbrer, anomenada mira o búixola (“buxola” en documents antics), normalment situada entre la corda (en posició desparada) i l'arc. En alguns capítols del joc de la ballesta, es prohibeixen les “búixoles” afegides.

### Projectils de ballesta

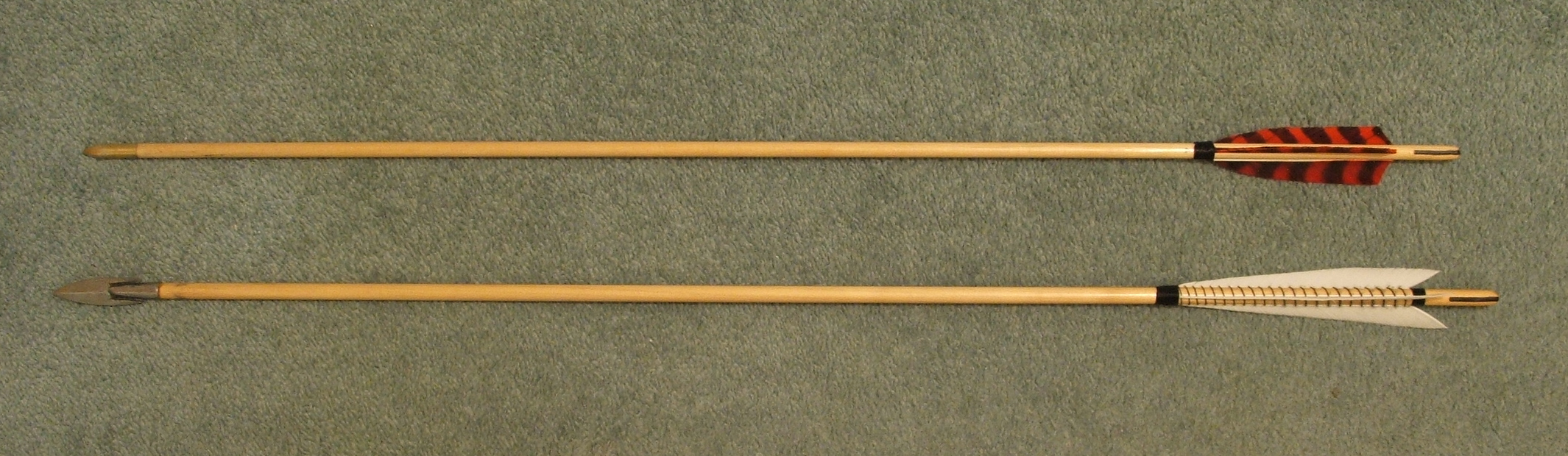
Dues fletxes per a arc. La de dalt, moderna. La de baix una imitació d'una fletxa medieval.

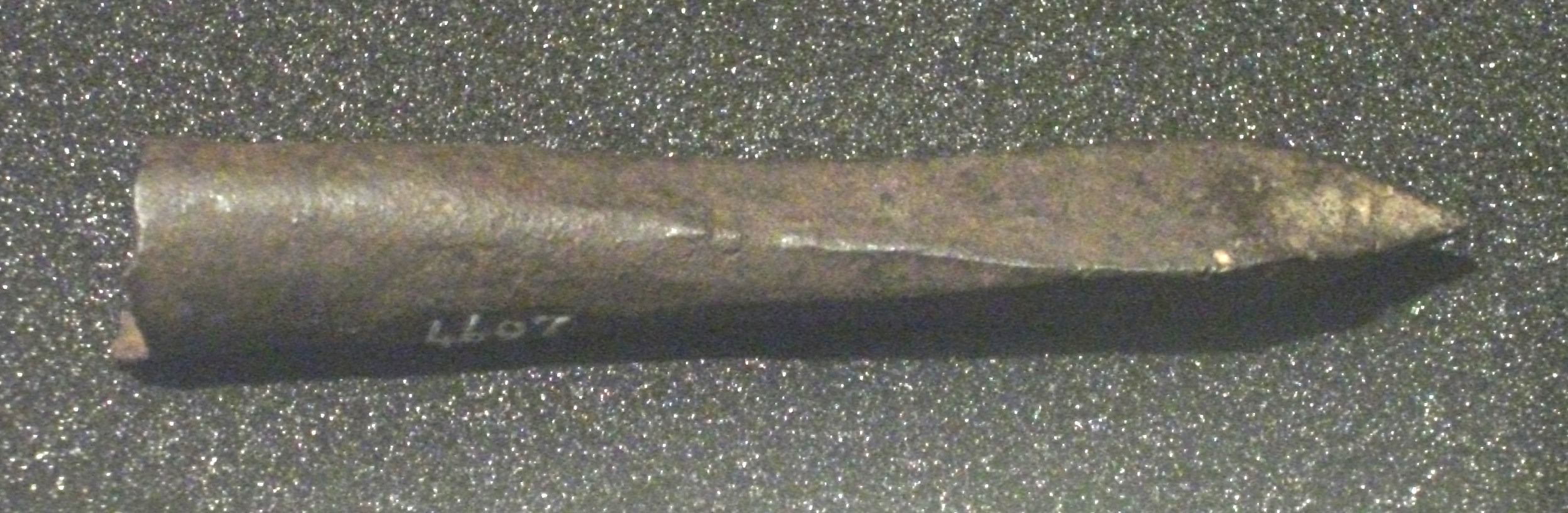
Punta o ferrussa de cairell de ballesta. Època medieval.

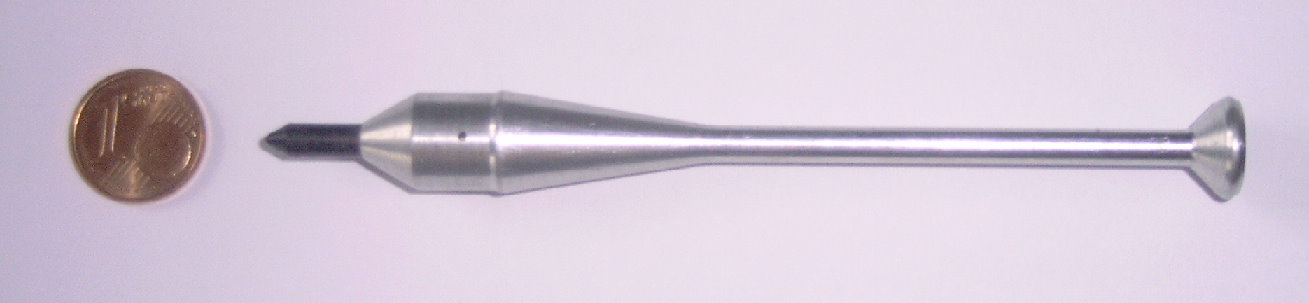
Treta de ballesta o virató de fabricació moderna. N'hi ha de moltes menes, molt diferents.

En la parla popular és freqüent esmentar com a fletxes els projectils de la ballesta. De fet una fletxa no és, ni ha estat mai, un projectil adequat per a una ballesta. Un terme genèric per a projectil de ballesta és el de treta o tret. El terme sageta és ambivalent.
- Una fletxa té una llargària de 60 cm o més.
- Una treta de ballesta (cairell, virató, etc.) fa uns 30 cm de llarg.

Comparada amb una fletxa, una treta és molt més curta, gruixuda i pesant. La tija d'una treta podia ser de secció circular o quadrada. Quan tenia punta, aquesta podia ser cònica o piramidal (sovint amb quatre cares).
Hi havia tretes amb empenatge i sense. L'empenatge podia formar part de la tija de fusta, amb un tallat adequat, o estar fet de cuiro o de metall. També podia ser semblant al d'una fletxa, fet a partir de plomes d'ocell.

#### Tipus de tretes
- De fusta amb punta metàl·lica: vira, virató,[9] cairell,[10] estralla,[11] passador[12]
- De fusta i metall, sense punta: matràs,[13] capferro[14]
- Projectils esfèrics: bales (d'argila cuita, ferro, plom...)

### Tensió prèvia de l'arc

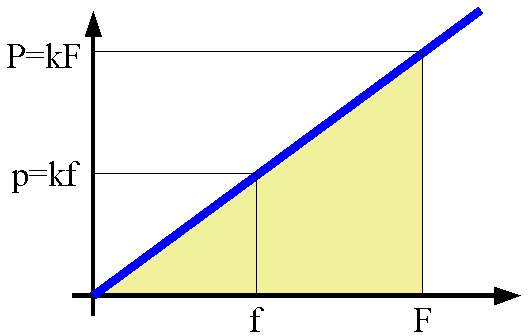
Gràfic d'una molla. * Abscisses=deformació
- Ordenades=força aplicada---
- L'energia potencial és l'àrea per sota de la recta blava. L'àrea d'un arc pretensat (trapezi) és més gran que la d'un arc sense tensió prèvia (triangle), si hom manté el mateix nivell de deformació (fletxa geomètrica).

Les ballestes són armes de git basades en la transmissió (parcial) de l'energia potencial que emmagatzema l'arc deformat, cap al projectil. L'energia potencial de l'arc es transforma en energia cinètica del projectil, que surt disparat.
Si la corda d'un arc normal, o d'un arc de ballesta està fluixa en posició inicial, la quantitat d'energia per a una deformació determinada (aproximadament igual a la llargària del projectil) és menor que si hom comença la mateixa deformació a partir d'una deformació inicial de l'arc. Pel motiu anterior, els arcs de ballesta i normals tenen una tensió inicial.

#### Encordat
La tensió inicial d'un arc dificulta l'operació anomenada “encordar”. Les bagues de la corda s'han de posar en les osques dels extrems de l'arc. Com més rígid és l'arc més força cal aplicar per a deformar-lo i permetre enganxar la segona baga.
- Encordar un arc normal es pot fer manualment aplicant una certa força i seguint tècniques adequades. Quan l'arc és molt potent la maniobra es complica. Hi ha l'exemple clàssic de l'arc d'Ulisses a l'Odissea. Que només l'heroi aconseguia encordar.[16][17]
- Per a encordar un arc de ballesta hi havia el recurs d'emprar una corda auxiliar, enganxada en uns ganxos desmuntables (o fixos) situats prop dels extrems de l'arc.

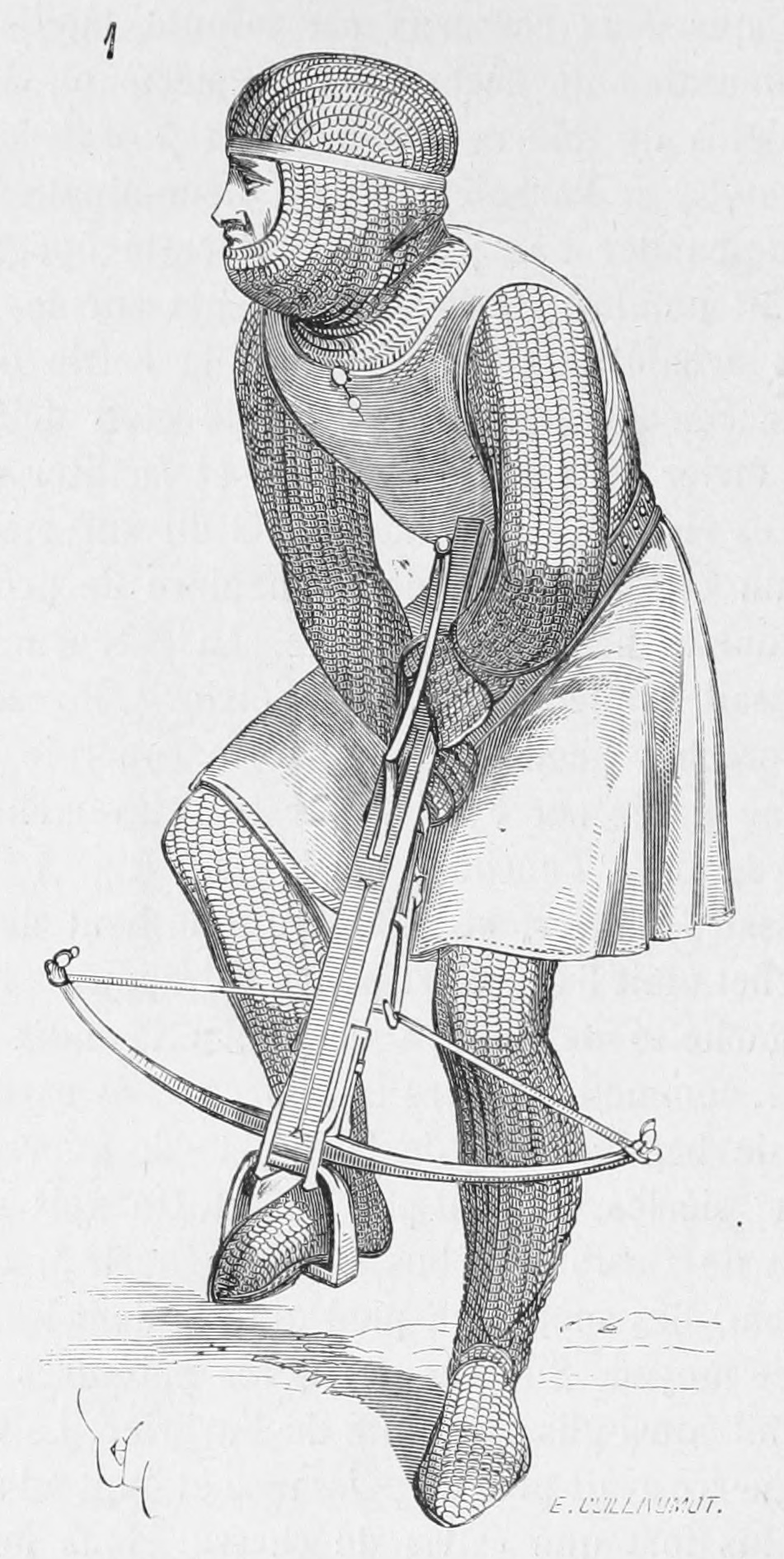
Ballesta d'estrep i cinturó amb ganxo simple.
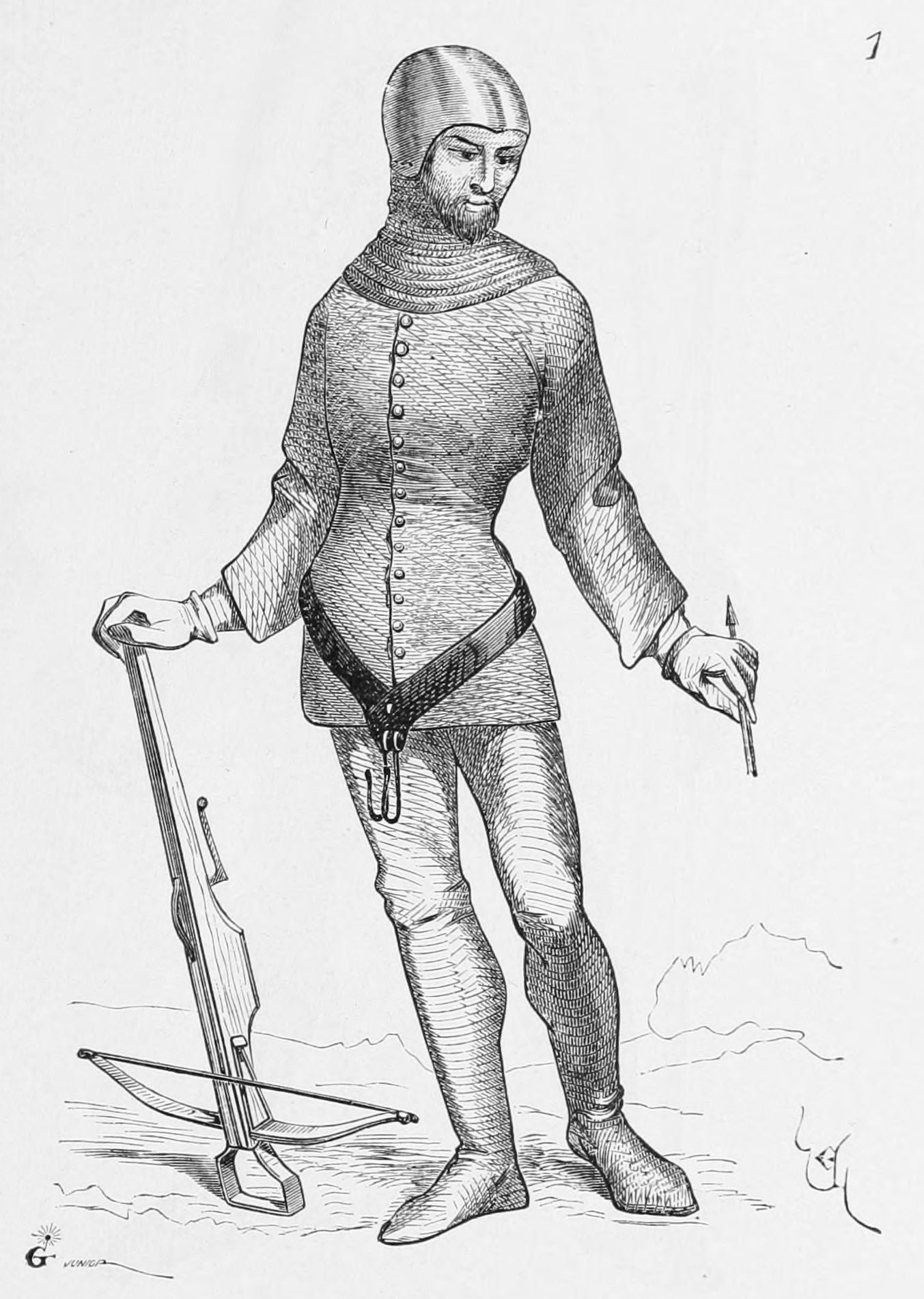
Ballester, ballesta d'estrep i cinturó amb ganxo doble.
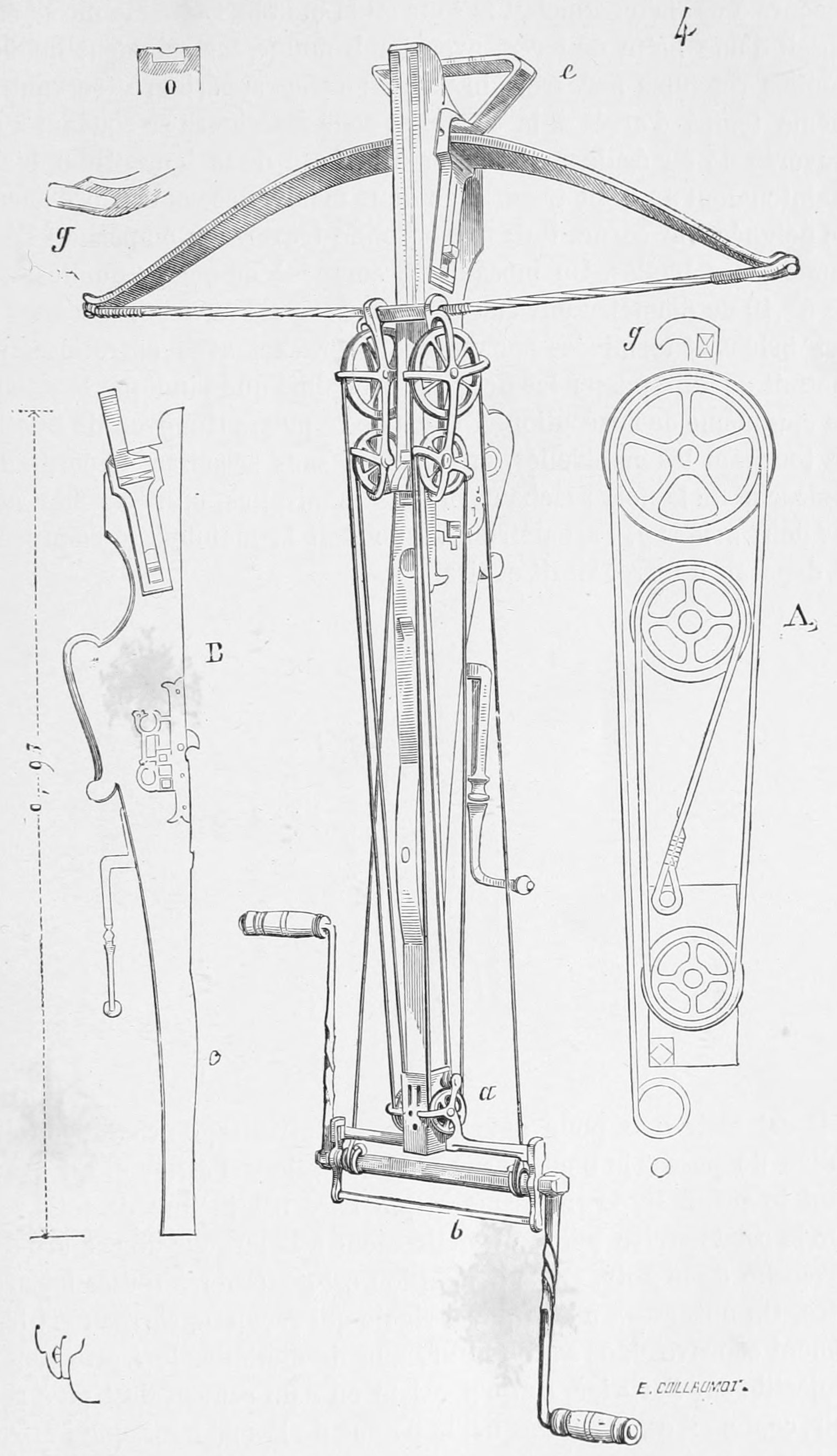
Ballesta de torn.
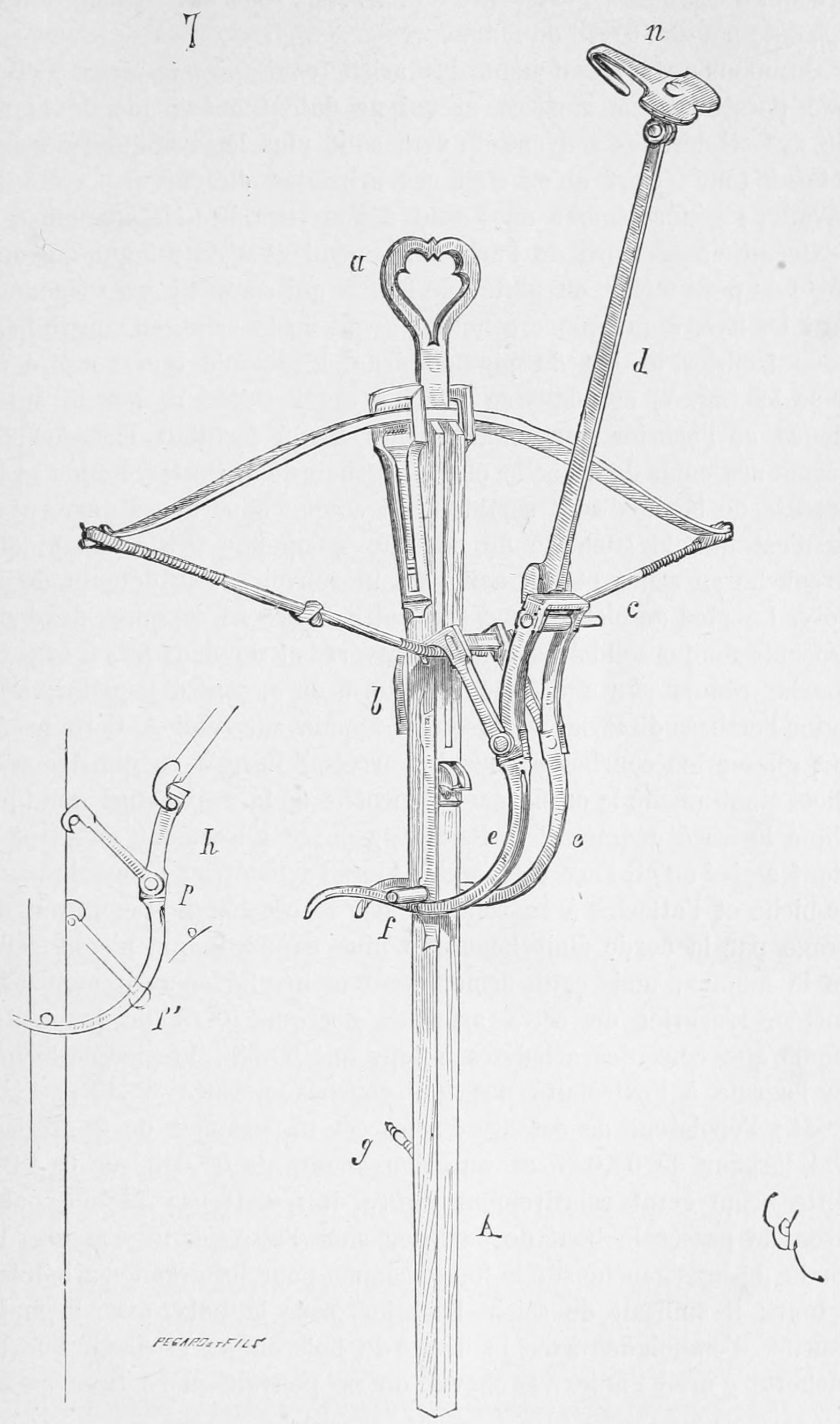
Detall d'una gafa de ballesta.
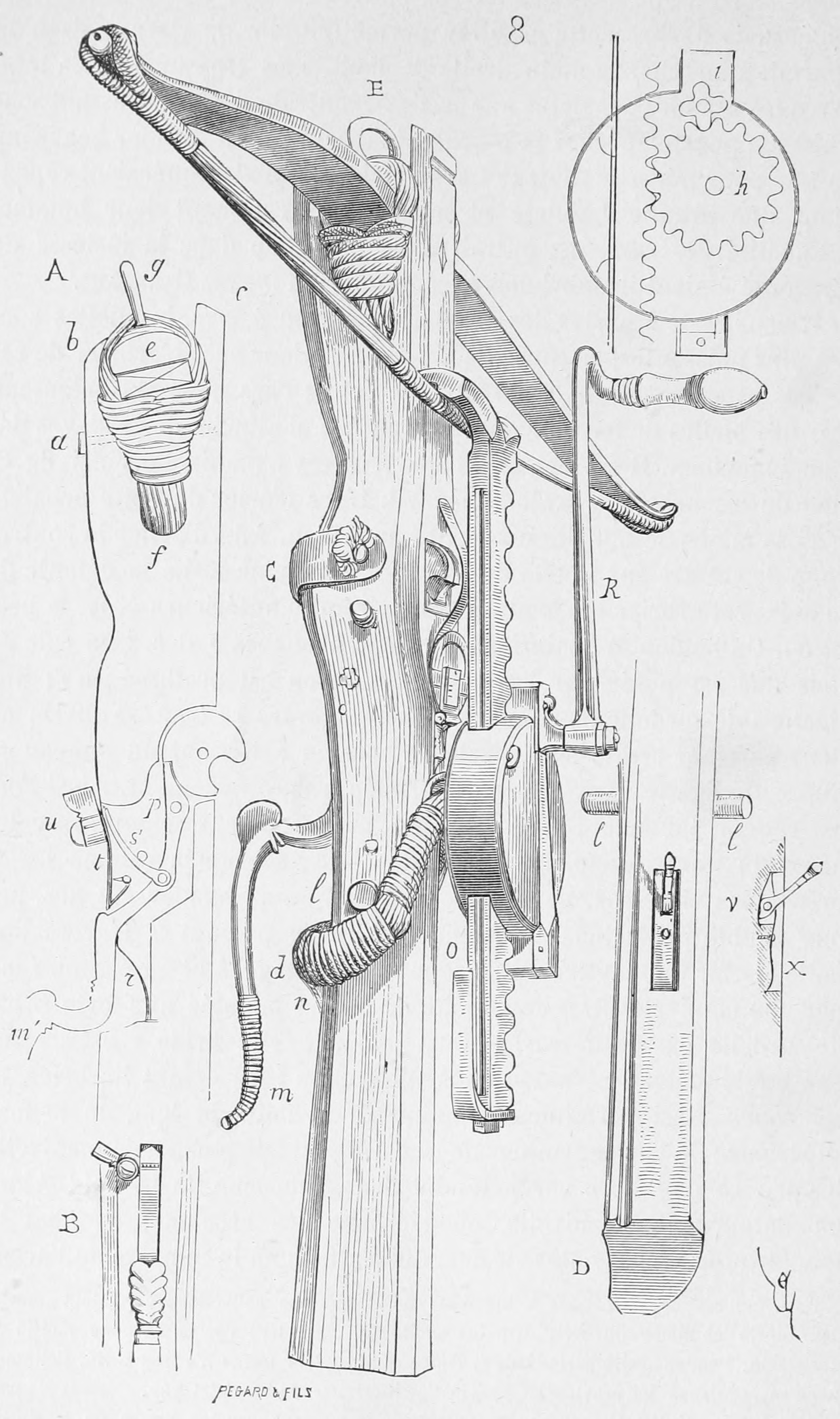
Ballesta de carranquí.

## Sistemes de parar la ballesta

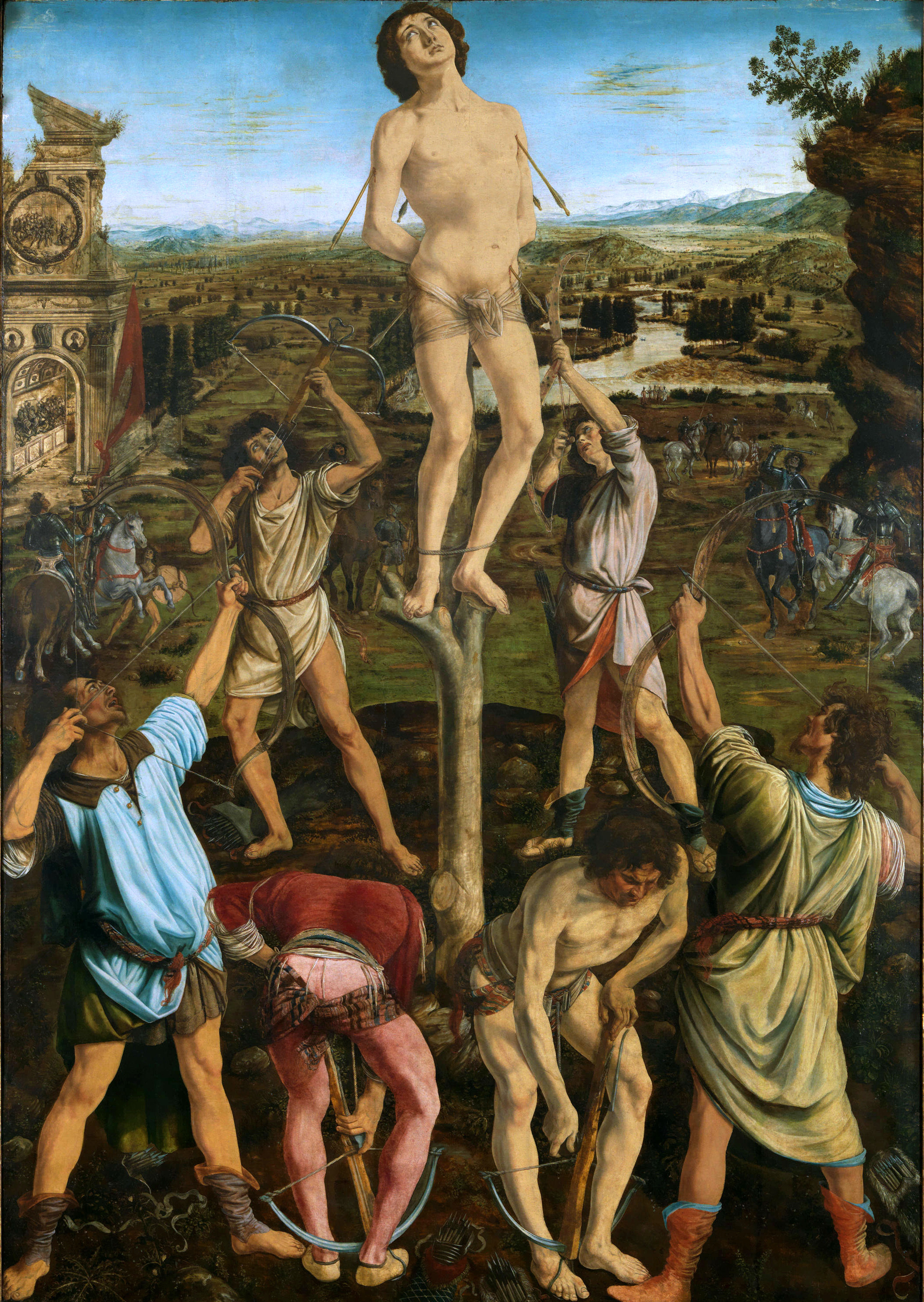
Dos ballesters parant la ballesta amb tallola i contracorda.

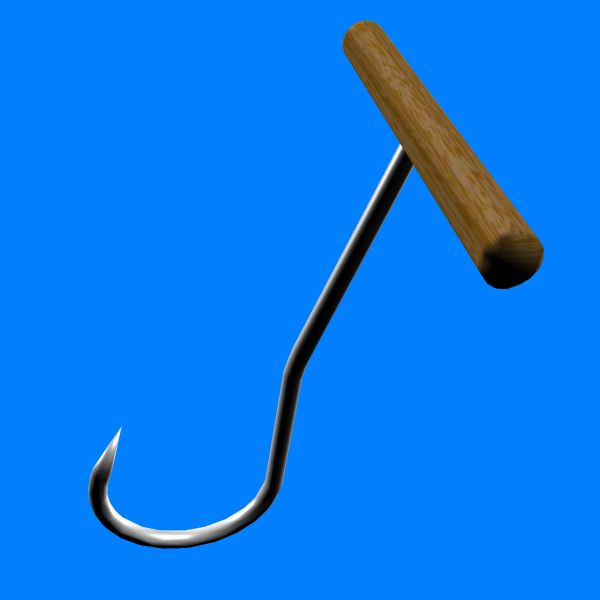
Ganxo o gafa d'estibador. Una gafa de ballesta era molt diferent.

Fora de les ballestes més antigues o d'algunes ballestes lleugeres de caça, les ballestes no es podien parar només amb les mans. Calia un dispositiu adequat i una tècnica molt precisa per a deixar la corda estirada i enganxada a la nou, a punt per a “carregar” la treta, apuntar i tirar.
Una possible classificació dels diversos sistemes de parar la ballesta és la següent:
- ballesta primitiva sense estrep
- estrep simple
- estrep simple + ganxo manual
- estrep simple + cinturó amb ganxo simple
- estrep simple + cinturó amb ganxo doble
- estrep simple + cinturó amb ganxo doble
- estrep simple + politja simple + una corda (anomenada "contracorda").
- estrep doble

A partir de l'any 1400
- estrep + torn, argue o armatost
- estrep + gafa (de 1490-1510)
- estrep + samfoina (1433)
- estrep + carranquí (a partir de 1550?)

### Comentaris
Tots els sistemes de parar la ballesta són relativament senzills i el seu funcionament fàcil d'entendre. Amb una excepció: la gafa. La gafa és una peça articulada que consta d'una palanca, un suport intermedi amb dos ganxos i dos arcs d'acer relativament grans. L'arbrer de la ballesta que es para amb gafa té un pern passant, més llarg que l'amplària de l'arbrer, de manera que sobresurten dos pius (que fan de fulcre als arcs d'acer).
Per a parar la ballesta es munta la gafa enganxant la corda amb els dos ganxos i els dos arcs d'acer reposant sobre els pius o fulcres. Estirant la palanca cap enrere, la corda es va tensant mentre que els arcs van lliscant i girant contra els pius.
Un cop la corda parada es pot desmuntar la gafa.
- El terme “gafas”, en castellà, deriva de la gafa de ballesta. La “gafa” castellana derivaria de la “gafa” catalana.[21]

## Història

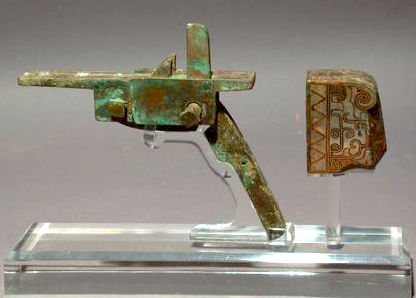
Mecanisme de bronze xinès per a parar la ballesta. Fou produït massivament en el Període dels Regnes Combatents (475-221 aC)

Des del 200 la ballesta (en xinès, nǔ, 弩) estava totalment desenvolupada i el seu ús difós a la Xina. S'han trobat ballestes entre els soldats de l'exèrcit de terracota a la tomba de l'emperador Qin Shi Huangdi (260-210 aC).
A la Xina, l'arc de la ballesta era fet de bambú, fusta o de materials compostos. A Europa no hi havia bambú, per això eren dels altres materials esmentats, fins al 1370, que s'introduí la ballesta amb arc d'acer, que donà un abast més llarg. L'avantatge de l'ús de la fusta és que la ballesta era més lleugera, fàcil de parar (fins i tot a mà). Els arcs de materials compostos estaven fets de banya, tendó d'animals i fusta, i se n'obtenia més força de tensió; els materials havien de col·locar-se en capes successives ordenades segons la capacitat de flexió.
Com que la resistència de l'arc a la flexió podia ser superior a la que un ballester podia fer amb els braços per a parar la ballesta, les ballestes de material compost i les d'acer es paraven primer amb un ganxo (croc) penjat a la cintura, i un estrep, situat darrere l'arc i que s'empenyia amb el peu. Més endavant s'usà una politja (tallola) amb ganxo penjada a la cintura, que s'emprava estirant el cap de la corda que hi passava; un torn amb diverses politges (dit també samfonia i martinet); una palanca metàl·lica anomenada gafa, usada estirant; una palanca de fusta, aplicada empenyent; i, finalment, el carranquí, el mecanisme més potent, format per una cremallera amb rodes dentades i un torn.
En l'edat mitjana les ballestes eren les armes de projectil més mortíferes fins a l'ús de la pólvora, i pràcticament travessaven totes les armadures, amb un abast de 250 metres. Al segle xv aparegueren les ballestes que tiraven projectils esfèrics per a la caça. A més de ballestes d'ús individuals, n'hi havia de més grosses muntades en un bastiment emprades sobretot en la guerra marítima pel seu abast superior (ballestes de dos peus).
El sistema per a travar la corda de l'arc parat consistia en una peça cilíndrica (nou) que voltava sobre un eix i que tenia una mossa transversal superior on quedava la corda. Un gallet, anomenat clau, enganxava la nou per una mossa que aquesta tenia a la part inferior.
Per a compensar la força amb què es disparaven, els projectils havien de ser més curts i gruixuts que els de l'arc (passador, virató, treta), i pel mateix motiu alguns tenien secció rectangular (cairell), en comparació amb tots aquests, però, alguns eren més prims (vira, pua); d'altres tenien la punta més gruixuda (matràs, estralla, martellet), els dos darrers tirats amb ballesta d'acer. Els rotllons eren esfèrics i usats per a la caça.

### Documents
- 1066. Batalla de Hastings.[25][26][27]

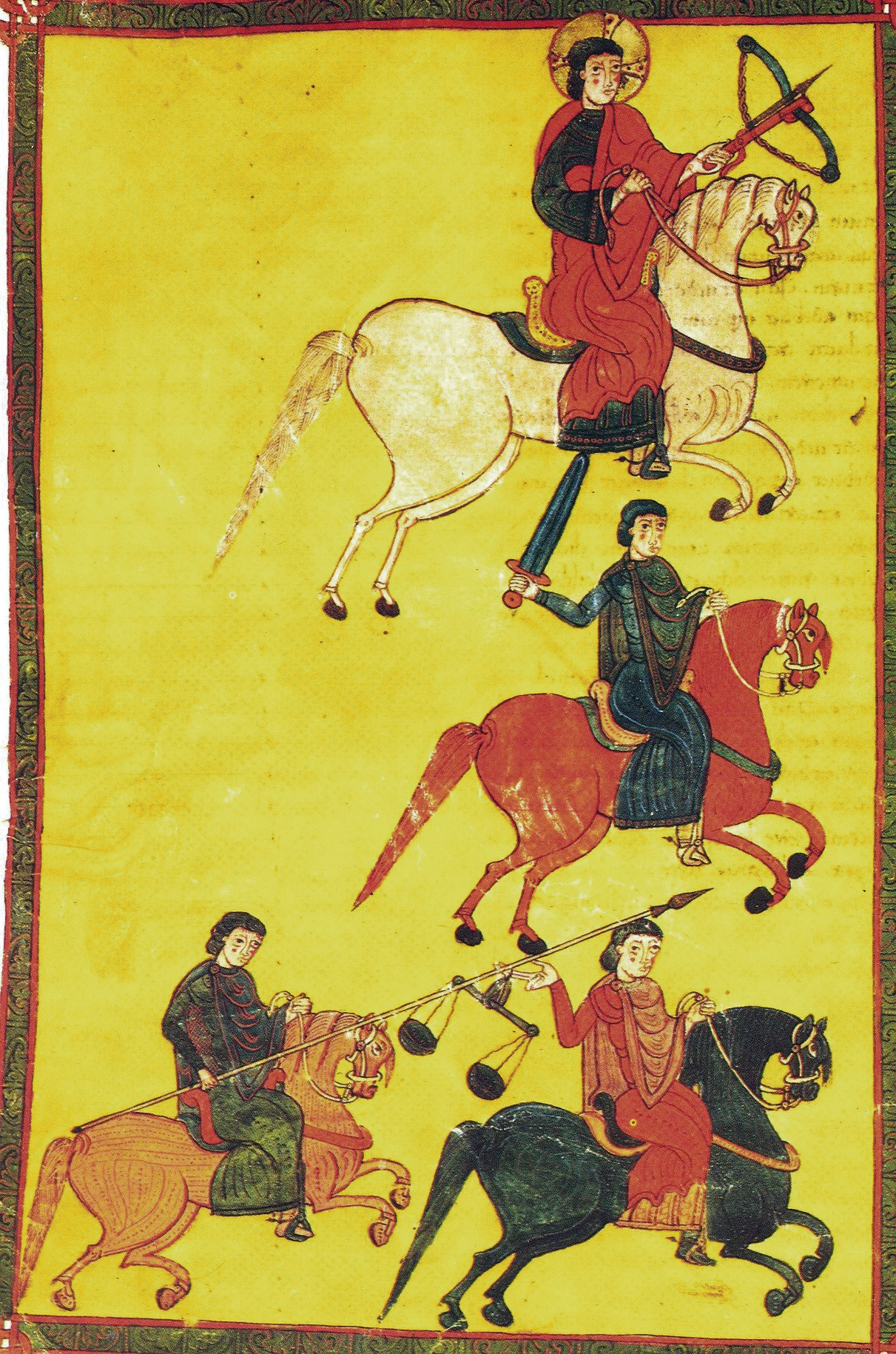
Miniatura del Beatus d'Osma

- 1086. Representació gràfica més antiga d'una ballesta medieval al Beatus d'Osma. Les referències parlen d'un manuscrit català (!!).[28][29]
- 1148. Conquesta de Tortosa. La participació dels genovesos fou decisiva. La presència de ballesters entre les tropes cristianes no està expressament documentada, tot i que ningú no la discuteix.
  - A més de genovesos i catalans hi havia guerrers de molts altres indrets. Si hom accepta la presència de ballesters (genovesos i catalans), el setge de Tortosa hauria estat fonamental en la difusió de la ballesta com a arma de guerra.
  - Cal recordar que, en aquesta època els àrabs no empraven la ballesta. Tampoc els romans d'Orient. A Anglaterra hom accepta que fou Ricard Cor de Lleó qui la va introduir.
- 1148. Anna Comnena en l'Alexíada va donar una descripció de la ballesta (tsangra o tzangra en grec). La gran potència i altres detalls de la ballesta eren prou correctes. No va explicar el mecanisme de la nou i la clau.[30][31][32][33]

| «                         | (Traducció aproximada des de l'italià): “La tsangra és un arc dels estrangers que dispara a una distància molt gran i que era desconeguda als grecs. Per a tensar la ballesta, no es fa com en un arc normal –agafant-lo amb la mà dreta i estirant la corda amb l'esquerra-, sinó que cal subjectar la ballesta amb els dos peus i estirar la corda fent molta força... Els trets (sagetes) són curts i rabassuts, forts i amb molt de ferro...reposen en una canal semicilíndrica i quan es deixa anar la corda surten disparats amb tanta violència que...travessen les armadures de metall...” | » |
| — Alexíada, Anna Comnena. | |   |

- 1177. Prop d'Ardres, a França.“...mortiferos pluunt in eos quadrillos et sagittas...”[34]
- 1190. Mardi ibn Ali al-Tarsusi, enginyer militar de Saladí i autor de diversos tractats militars, descrigué la forma de construir ballestes amb fusta de teix i d'olivera.[35]
- 1214. Batalla de Bouvines. Segons certs autors, els ballesters foren decisius.[36][37]
- 1218. Setge de Tolosa.[38]
  - ”balestas tornissas de sobrel fenestral”, ballestes de torn d'ampit.
  - ”Amb arcs de mantas guizas, balestas e manals”, amb arcs de moltes menes, ballestes i manuals.
  - ”...balestas tornissas ab puas aceirals...”, ballestes de torn amb pues d'acer.
- 1254. Setge de Biar. Segons Pere Antoni Beuter, Guillem de Montcada hi va anar amb 60 ballesters de Tortosa, “destrísimos entre todos los de España”.[39][40]
- 1273. El terme “gafa”, documentat en català.[41]
- 1298. Després de la batalla de Curzola, guanyada pels genovesos, els venecians s'havien de rearmar. Compraren moltes ballestes als catalans i llogaren vuit ballesters catalans per a ensenyar els joves venecians.[42]
  - La frase d'un historiador és prou clara: “Com que Venècia necessitava ballestes, en va comprar moltes a Catalunya, on en fabricaven millor que a cap altre lloc”. Cal considerar que no en podien comprar a Gènova, que era enemiga, i que tenia un nivell semblant al de Catalunya pel que fa a ballestes i ballesters.
- c 1392. Francesc Eiximenis en el Dotzè del Crestià parlava de la guerra naval i de la disciplina i ordre que cal observar en els vaixells. Pel que fa a les armes, aconsellava “bombardes i poderoses ballestes de lleva”.[43]
- 1419. Segons un document d'Alfons el Magnànim, el mestre de fer ballestes Joan Roquetas, veí del Castell de Llagostera, feia ballestes molt petites amb arc d'acer. Ballestes miniatura. Tan petites i perfectes que es podien amagar dins d'una màniga, per a desparar-les dissimuladament.[44][45]
- 1433. Un estol d'Alfons el Magnànim va salpar de Barcelona cap a Sicília. Entre altres armes transportava 3.000 ballestas d'acer que “totes se paraven ab çanfoyna”, i 1.000 caixes plenes de passadors. Els ballesters portaven cuirassa i cervellera i reberen, abans de sortir, sis mesos de sou (a 8 florins al mes).[46]
  - La samfoina no està descrita en la majoria dels tractats de ballesteria moderns. Hi ha alguna obra que parla d'una maneta giratòria i un caragol que arrossega una femella que no pot girar (com en un caragol de banc). El girar de la maneta es transforma en el moviment rectilini de la femella. Una o dues ungles unides a la femella permetrien parar una ballesta.
  - Roberto Valturio a la seva obra “De re militari” mostra un dibuix d'una ballesta de samfonia.[47]
- 1467? Carta del bon rei René a monsieur du Plessis, parlant d'una ballesta de Barcelona de característiques excepcionals.[48]

| «                                                   | Monsieur du Plesseys, en revange des deux belles arbalestes d'acier que m'avez données, et pour ce que aussi, depuis me suis enquis que vous estes très bon arbalestier, et que prenez grant plaisir à tirer de l'arbaleste…Et affin que voiez comment suis artillé, je vous envoie une de mes arbalestes, laquelle vous certiffie qu'elle a esté faicte de la main d'un Sarrazin à Barcillonne; ne jamais ne vieult aprendre aux crestiens de les faire telles. Et pour ce qu'elle est d'estrange façon, et qu'elle tire plus loing selon la petitesse de quoy elle est, que nulle autre arbaleste de son grant, que je veisse oncques, je la vous envoie, en vous priant que la tenez bien chière, et ne la vueillez donner à personne que vive, car vous n'en trouverriez point de telle, ne jamais jour de ma vie n'en vis de si belle façon, ne de si bonne aussi. “Senyor du Plessis, corresponent a les dues belles ballestes d'acer que m’heu enviat, i havent estat informat que sou un gran ballester i que gaudiu de tirar amb ballesta...Perquè vegeu com estic armat, us trameto una de les meves ballestes, que puc certificar que ha estat feta per un sarraí de Barcelona, que mai no ha volgut ensenyar als cristians de fer-ne de semblants. Per tal de la seva faiçó estranya i de que tira més lluny, malgrat la seva petitesa, que cap altra ballesta normal, que jo mai hagi vist, us la trameto; pregant-vos que la guardeu bé, i que no la doneu mai a ningú; perquè no en trobarieu mai cap de igual. Mai no n'he vist cap de tan bonica, ni tan bona. | » |
| — Carta del rei Renat I dit el Bo a Mr. Du Plessis. | |   |

- - 1473. Inventari del castell d'Angers: dues ballestes catalanes.[49]
- Fil per a cordes de ballesta.[50]

| «                                                                     | Primerament ordenan e proveheisen que per quant lo fil de ballesta és molt útil e necessari a la cosa publica senyaladamen pera la guerra que lo Rey nostre señor porta contra los infels enemichs de nostra sancta fe catholica: es mester que lo dit fil sia molt bo e de bon canem ab totes les coses necesaries per a la bondat de aquell car si lo contrari se feya les cordes de ballesta que es farien del dit fil no sien fortes…perso es provehit e ordenat que los corders de la present ciutad e contribucio de aquella fassen e sien tenguts fer lo dit fil de ballesta del cor del canem e que lo dit canem sia del regne de Valencia e no de altra part e que lo dit fil tinga trenta quatre brases e cascuna brasa dos alnes de Valencia de llarch e que en lo capdell no puixca haber menys de tres fils etc. . | » |
| — Capítol I de les Ordinacions (de València) de 31 de Febrer de 1511. | |   |

- 1521. Bernal Díaz del Castillo en la seva obra Historia verdadera de la conquista de la Nueva España sobre la conquesta de Mèxic, explicava que les cordes de ballesta emprades en aquella campanya eren de fil de València.[51]
- Estratagema a Tirant lo Blanc.[52]

| «                    | "E los mals crestians de genovesos, sabent la pràtica del Mestre de Rodes e de sa religió, ab consentiment de dos genovesos cavallers de l'orde, qui staven dins lo castell, los quals prengueren totes les nous de les ballestes e posaren-n'i d'altres que eren de sabó blanch e de formatge, per ço que en lo temps de la necessitat ajudar no se'n poguessen. E lo Mestre e tota sa religió no y agueren jamés pensat, ans certament los hagueren tots presos e morts” | » |
| — Tirant lo Blanch . | |   |

- Anècdota del viatge de Francisco de Orellana pel riu Amazones.[53]

| « | “…á seis de Maio llegaron á vn Asiento alto, que parecía haver sido poblado, i alli pararon á pescar, i sucedió, que el Entallador, que tan provechoso fue para la fabrica del Vergantin, tiró con su Ballesta á vna Yguana, que estaba en vn Arbol junto al Rio, i saltó la Nuez de la Caxa, i caió en el Rio, i vn Soldado, llamado Contreras, echó vn Anzuelo en una Vara, i sacó vn Pescado de cinco Palmos, i como era grande, i el Anzuelo pequeño, fue menester sacarle con la mano, i abierto se halló en el Buche la Nuez de la Ballesta…”. | » |
| — Historia general de los hechos de los castellanos en las islas y tierra firme del mar oceano. , Antonio de Herrera y Tordesillas. | |   |

- 1519-1547. A la “Relación del coste que tuvo la Armada de Magallanes ”, hi ha una relació amagada amb les ballestes. Es tracta d'una transcripció incomprensiblement equivocada, en la qual el terme “nueces” fou substituït per “mieses”, dificultant la comprensió del text.[54]

| «                                                        | Dos mill cuatrocientos noventa y nueve maravedís que costaron ciento y veinte ovillos de hilo que llevan de respeto para las ballestas y siete piezas de dantas para las mieses, y lo que se gastó en adreszar cincuenta y nueve ballestas, segun paresce asentado en diversas partidas en el libro de la dicha Armada. | » |
| — “Relación del coste que tuvo la Armada de Magallanes”, | |   |

En la cita anterior, les “siete piezas de dantas” indiquen set banyes d'ant, material considerat a l'època el més adequat per a fabricar nous de ballesta.

## Persones notables relacionades amb la ballesta
- 1100. Guillem II d'Anglaterra va morir, assassinat o per accident, en un bosc de New Forest. No és clar si fou per una fletxa disparada amb un arc o d'una treta de ballesta.[55]
- 1189. Ricard Cor de Lleó va morir per una ferida de ballesta gangrenada.[56]
- 1278?. Guillem Tell
- 1289. Bonconte Montefeltro. Mort d'una ferida al coll. Probablement causada per un cairell de ballesta a la batalla de Campaldino. Hi ha un parell de versions de la batalla. Dante el va situar al Purgatori.[57]
- 1429. Joana d'Arc fou ferida per un cairell de ballesta a la cama. Hi ha versions que parlen d'una ferida al coll (que sembla que fou de fletxa) o a l'espatlla.[58][59][60]
- 1591. La reina Elisabet I d'Anglaterra caçava amb ballesta.[61]
- 1615. Isabel Clara Eugènia, convidada a tirar pel gremi de ballesters de Brussel·les en la prova anual, i va encertar el fitó a la primera. Fou declarada reina dels ballesters d'aquell any i rebé la ballesta atorgada a la persona guanyadora del concurs.[62]
- 1651. Leopold Guillem d'Habsburg, convidat a participar en el concurs anual de tir de ballesta, va encertar el “popinjay” (la diana) a la primera, rebent l'aclamació dels espectadors i la ballesta de premi. Hi ha una pintura de recorda el fet.[63]

## La ballesta en la literatura
- En occità: ”Dona amb bel adorn – és plus perillosa que ballesta de torn”.[64]
- En occità: “Ni lunh fugir de cors – ni balesta destendre-Ans me cove be rendre- a lies quem vol auscir”.[65]
- En castellà: “Quando corries la balesta – a todos nos vencies – Bien cuedabas que nunca tu igual fallaries...”.[66]
- En castellà: “ ...y el palo rollizo comiença a resbalar por el yelo con tan gran ligereza que algunas vezes no para en tanta trecho como vn grandissimo tiro de balesta...”.[67]
- En castellà: “...Y hasta que el apetito se me abaje, Póngase como gafas de ballesta”. Sonet eròtic.[68]
- En francès. Any 1532. François Rabelais a “La Vie de Gargantua et de Pantagruel” (Llibre I, Cap. XXV - LVIII, Volum 2, pàgina 216) escrigué : “...je foys des cordes d'arbaleste, je polys des matras et guarrotz...” /Trad.: “...faig cordes de ballesta, poleixo matrassos i cairells...”.

## Ús

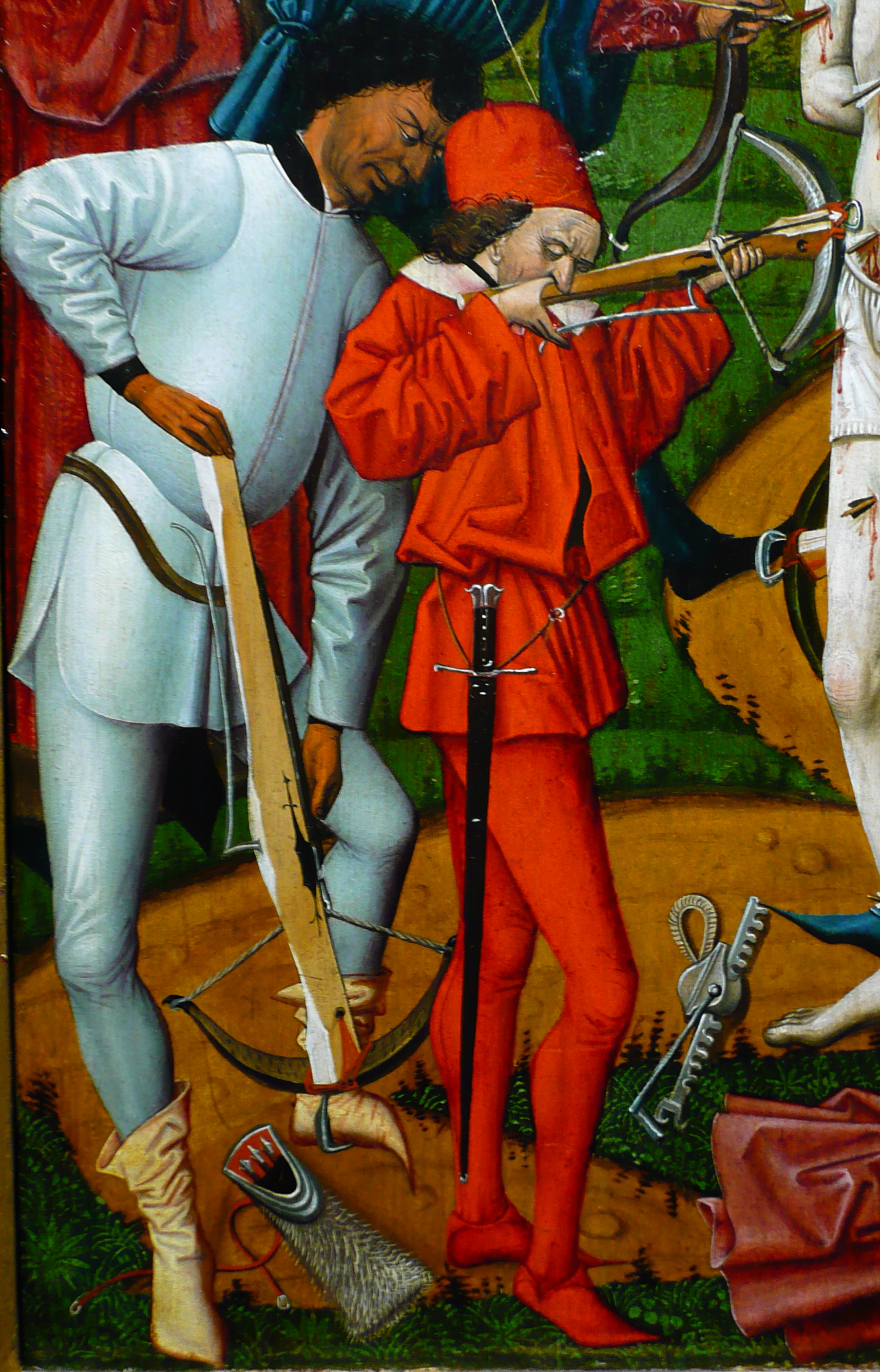
Parant una ballesta d'estrep d'un sol peu.
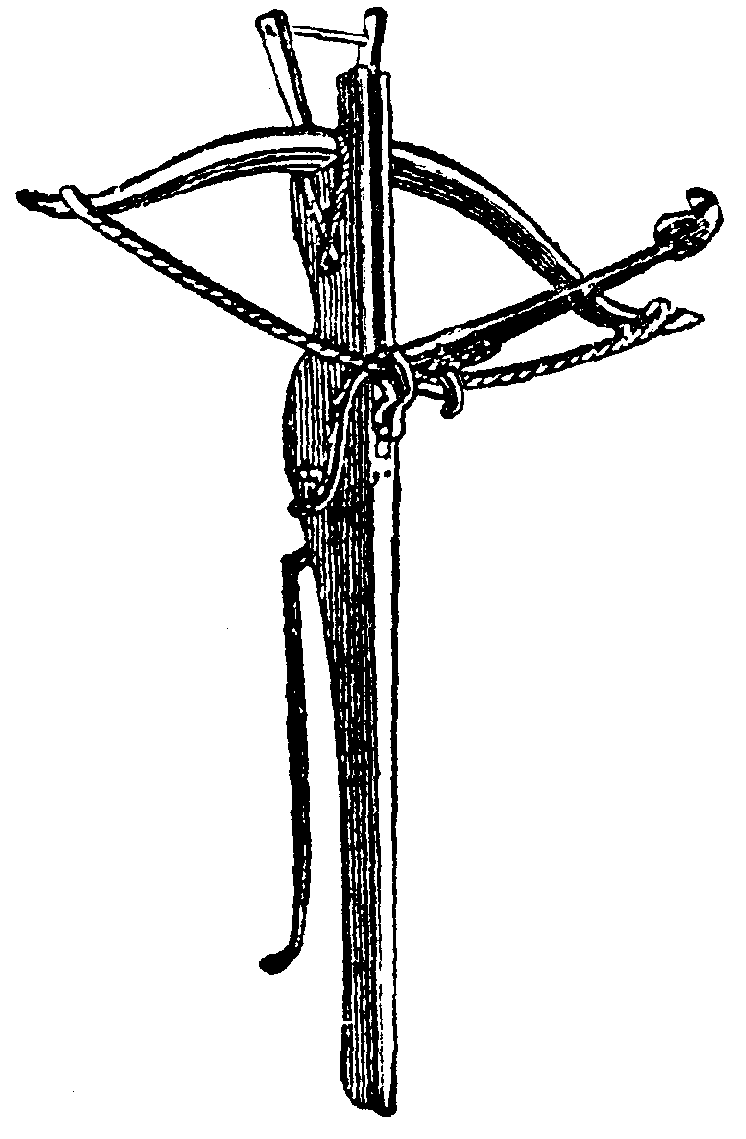
Gafa estirant
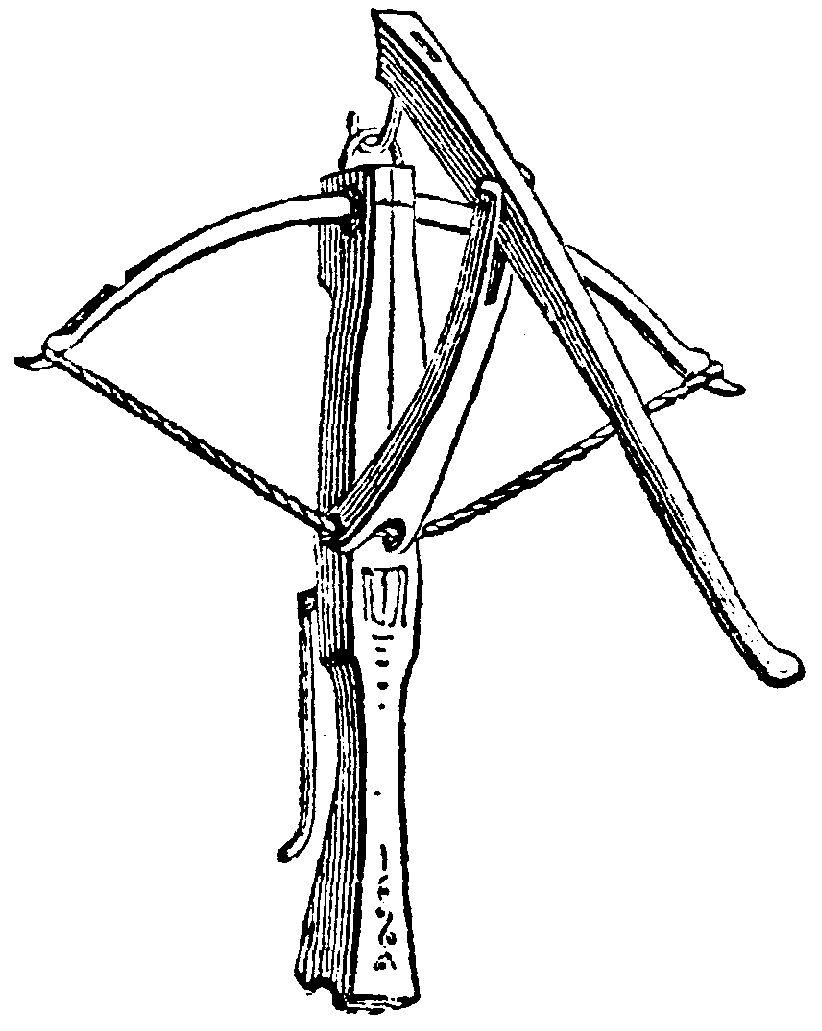
Palanca pitjant
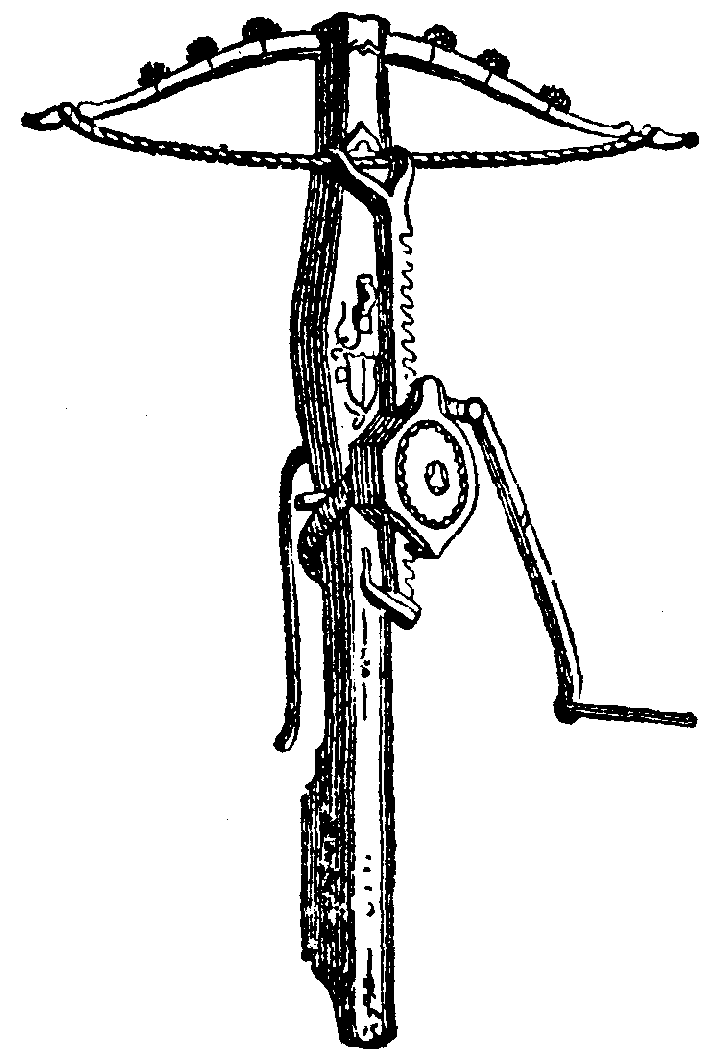
Carranquí
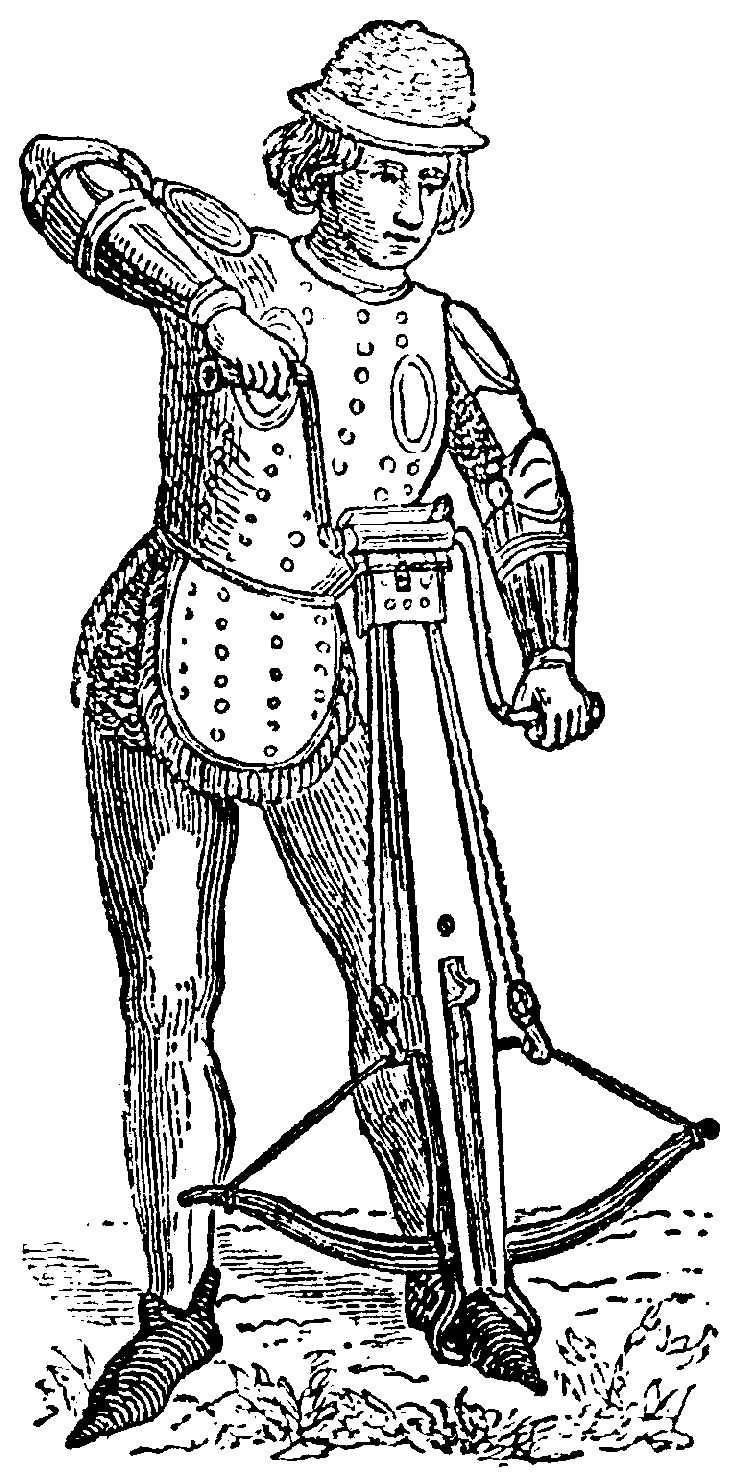
Torn

La ballesta va ser àmpliament usada en les guerres d'Europa des del 800 al 1500. Van substituir els arcs en moltes milícies europees per nombroses raons. Un arquer expert tenia una distància de tir més gran, més acurada i més ràpida que la d'un ballester, però el valor de la ballesta rau en la seva senzillesa: es pot usar de manera efectiva després d'una setmana d'entrenament, mentre que per a un tir d'arc comparable en efectivitat poden passar anys d'entrenament. L'ús de torns per carregar la ballesta permetia als soldats usar i disparar amb una tensió superior a la que es podia amb un arc. En els últims anys de l'ús de la ballesta tenia suficient energia cinètica per a penetrar l'armadura d'un cavaller amb facilitat. A més, la ballesta permetia tenir-la parada i llesta per a l'ús amb poc esforç, i el ballester podia apuntar millor que els arquers.
Com que per parar-la calia més temps, els ballesters acostumaven a usar pavesos i mantellets per protegir-se, a més de les sageteres i merlets.

## La ballesta en cirurgia
Les ferides amb trets de ballesta eren especialment traumàtiques i, molt sovint, mortals. Alguns cirurgians medievals empraven la força d'una ballesta per a practicar extraccions de projectils clavats en certes parts del cos. Així convertiren la ballesta en un instrument quirúrgic.

## La ballesta a Catalunya
La ballesta, com a arma i eina de caça, fou tan important a Catalunya com a altres territoris europeus. El període cronològic a considerar s'estén des del segle xii fins al segle xviii. El Concilium Lateranensis de 1139 va prohibir l'ús de les ballestes, indicant que ja existíen des de temps anteriors. Malgrat l'aparició de les armes de foc, ballestes i ballesters mantingueren la seva utilitat fins a finals del segle xvi, pel cap baix.
En les guerres terrestres, els ballesters eren fonamentals. Principalment a peu però també a cavall. En les batalles navals eren decisius. En Ramon Muntaner defensava els “ballesters en taula “ a bord de les galeres de guerra. I anomenava els ballesters catalans “los pus sobirans ballesters del món”.
- Un ballester en taula carregava tres ballestes, amb els projectils corresponents, i una caixa d'eines amb recanvis, per a poguer adobar i reconstruir qualsevol peça trencada.
- Les galeres de Jaume I, portaven 40 ballesters.[74]
- 1230. Document de Jaume el Conqueridor que esmenta els ballesters. “Item statuimus quod nullus filius militis qui non sit miles nec ballistarius sedeat ad mensam militis vel domine alicujus nec calcet caligas rubeas nisi sit talis qui secum milites ducat...”.[75]
- 1244-1245. En el setge de Biar foren benvinguts per Jaume I “seixanta ballesters molt bons de Tortosa”.[40]
- 1273. El bisbe de València prohibeix als clergues de jugar als daus i tirar amb ballesta (“...vel ad ludum aliquem taxilorum...”).[71]
- 1282. Guerra de Sicília (1282-1289). Ramon Muntaner esmenta 8.000 “ballesters de munt”: “E axi mateix ordonà, que hi hach vint milia Almugauers tots de la frontera, e be VIII milia ballesters de munt; e ordonà, que anassen mil cauallers, tots de honrrat paratge ab ell, e molts ballesters de Tortosa e de Arago e de Cathalunya, e servents de maynades”.[76]
- 1285. En la defensa de Girona hi col·laboraren 600 ballesters sarraïns de València i Tortosa, amb les típiques ballestes de dos peus.[77][78]
- 1358. Antoni Bonell, «maestre d’alarotges», rep de la tresoreria del rey Pere el Cerimoniós 1463 sb i 8 rals d'or per a pagar dues «ballestes de tret» destinades a Magalló. Referència: Lafuente Gómez, Mario (2013): Categorías de combatientes y su armamento en el Aragón bajomedieval: la Guerra de los dos Pedros (1356-1366), Gladius, XXXIII, pp. 131-156. Cita p. 152, n. 98: Antón Bonell, como tantos otros relojeros bajomedievales no sólo construía máquinas de tiempo, sino también de guerra. En ACA: Reial Patrimoni, Maestre Racional, 782, f. 317 (Barcelona, 31-VIII-1358).
- 1380. Pere el Cerimoniós va elogiar el castell de Cetines (nom que els almogàvers donaven al Partenó), i va ordenar una guàrdia de 12 ballesters al seu càrrec.[79]

### Terminologia de la ballesta
| Català                      | Castellà         | Comentaris                                              |
| --------------------------- | ---------------- | ------------------------------------------------------- |
| Arbrer                      | Tablero o cureña | Generalment de fusta                                    |
| Arc, verga. teler?          | Arco, verga      | De fusta, fusta reforçada, banya, acer trempat          |
| Nou                         | Nuez             | De banya de cérvol o anta.                              |
| Rifoll                      | Calzo de la nuez | D'acer.                                                 |
| Corda                       | Cuerda           | Composta de fils de cànem, tradicionalment.             |
| Llera, canal                | Canal            | Ranura per on llisca el dard                            |
| Clau                        | Llave, cuchilla  | Acer                                                    |
| Estrep                      | Estribo          | Per a un peu o els dos peus del ballester               |
| Caixa de ballesta o caixera | Caja de ballesta | On va allotjada la nou. Només encaixada, sense cap eix. |

### Glossari complementari
- "Ballesta cervera", en castellà. Ballesta "de cérvol"= ballesta de corn = ballesta amb arc compost, de banya, fusta i tendons animals.[84]
- "Contracorda" (de ballesta), en català.
- "Croc de cingla", en català. Equival a "un cinturó amb croc o ganxo". ("Una balesta de fust ab croch de singla").
- ”Parador”, en català. Eina o sistema per a parar la ballesta. (Item una ballesta alamanya de corn obrat, lo teler de banya ab son parador.).
- "Tallola", en català. Politja petita. (“...ques pot parar ab tallola,...”).

### Funcionament
A partir d'una ballesta muntada i encordada, la seqüència de les accions era la següent:
- Tensar la corda, amb el sistema previst per a cada ballesta: manual, amb gafa, ... Això s'anomenava “parar la ballesta”.[85]
- Posar el projectil (tret, dart, sageta, virató, púa, cairell…) a la corda i sobre la llera.
- Apuntar
- Desparar o tirar.[86][87]

### Gremis
Els ballesters, mestres de fer ballestes, de Barcelona s'agruparen en gremi des de 1257. Integrats en la confraria de Sant Eloi. A Mallorca, els de Palma estaven agrupats amb els ferrers. A Vilafranca pertanyien a la confraria de Sant Macari i Sant Josep.

### Ordinacions
Les ordinacions navals de 1258 especificaven que cada ballester havia de portar tres ballestes: dues de dos peus i una d'estrep; i tres-centes sagetes. A més, havien de portar una caixa amb totes les eines de l'ofici i ser experts en tot el que calia a un ballester català (Ramon Muntaner va confirmar aquestes dades).
- Algunes ordinacions indicaven les armes defensives i ofensives complementàries per a un ballester naval.[90]

També hi ha informació sobre els ballesters en exèrcits terrestres.

### El "joc de la ballesta" en terres de parla catalana
En l'edat mitjana, a més de les diversions cares i exclusives de la noblesa, hi havia moltes menes de jocs populars. Alguns estaven ben vistos i altres es consideraven nocius. Segons els indrets, les hores o en certs dies hi havia alguns jocs prohibits. Principalment els que es relacionaven o estaven basats en juguesques amb diners. Altres jocs estaven autoritzats i, fins i tot, promocionats.
El joc de la ballesta era un entreteniment autoritzat, sota certes condicions. I la seva pràctica encoratjada per les autoritats, que estaven convençudes que la pràctica de la destresa i punteria d'aquesta arma de git constituïa un entrenament imprescindible per a disposar de ballesters aptes en cas de necessitat militar. Cal considerar que els gremis de Barcelona, de València o altres parts, (a més dels mestres de fer ballestes i ballesters “professionals") estaven organitzats per a formar unitats de defensa quan calgués. Contra qualsevol mena d'atacs. Tots els gremis disposaven de ballesters que podien armar-se al primer crit. Per a aquests menestrals ballesters el joc de la ballesta fou un recurs molt important.
- El joc de la ballesta consistia en diverses proves encaminades a comparar la destresa i punteria dels participants.
- En moltes ciutats hi havia un espai físic especialment dedicat a la pràctica del joc de la ballesta.
- Hi ha documents sobre diversos centre urbans on es practicava el joc de la ballesta: Barcelona, València, Perpinyà, Ontinyent, Vila-real, Llucmajor, Pollença...

### Reglament i “àrbitres”
Les normes sobre el joc de la ballesta eren molt semblants en totes les ciutats i viles. Fra Lluís Galiana i Cervera va copiar uns “Capítols del joch de la ballesta” que va trobar a la Casa de la Vila d'Ontinyent. (Referència: CARTAS ERUDITAS DE FRAY LUIS GALIANA, Y DE OTROS AUTORES, RECOPILADAS POR EL MISMO).
Els que arbitraven la competició eren jurats o clavaris, ocupant un càrrec de manera oficial o expressament designats per a l'ocasió.
| «                                                                              | Item que la dita copa se haia a jugar la meytat del temps a largues e tret de doentes passes, e I 'altra meytat del temps a un tret de cent passes, a terrer. e aço ab arbres a de seguida, e no capllevant. ni ab somereta. e sens buxola afegida, ni levadiça, ço es. de cera. ni de paper. ni de ferre e sens coxi. ni altra artelleria davall la exella, ... exceptat los que jugaran de davall graç que 'n puxen metre çera en lo braç de la ballesta,... | » |
| — Instituciones sociales en la Valencia medieval. Per Francisco A. Roca Traver | |   |

- En la cita anterior “búxola” (búixola) indica un sistema de mira. Equivalent al punt de mira actual de les armes de foc.[92][93]

#### Dades puntuals
- 1410. El Consell General de Mallorca autoritza a l'ofici de sabaters de fer el “joch de la ballesta”. I dona 13 lliures als sobreposats de l'ofici, perquè comprin la “joia” (el trofeu), consistent en un anap d'argent.[94][95]
- 1428. Joc de ballesta a Girona. El premi era una peça de plata de valor de 10 florins. Els jugadors no podien jurar, ni renegar. Si algú ho feia s'havia de descalçar i posar la seva sabata com a blanc d'altres tiradors.[96]
- 1430. València. Document de les despeses de tirar terra per a adobar el camp del joc de la ballesta (prop del portal dels Tints), amb motiu de la propera copa que s'havien de disputar el “Centenar de la Ploma”. Els millors ballesters de diversos oficis de la ciutat.[97]
- 1433. Un estol d'Alfons el Magnànim va salpar de Barcelona cap a Sicília. Entre altres armes transportava 3.000 ballestas d'acer que “totes se paraven ab çanfoyna”, i 1.000 caixes plenes de passadors. El ballesters portaven cuirassa i cervellera i reberen, abans de sortir, sis mesos de sou (de 8 florins al mes).
- 1445. Edicte pregonat a Barcelona per un funcionari amb dos trompeters, anunciant un concurs de tir de ballesta amb quatre trofeus de plata sobredaurada. El primer premi era una copa, com en molts dels trofeus esportius actuals.[98]
  - El concurs s'anomenava “joc de la ballesta” i s'havia de fer a les Drassanes.
- 1482. Joch de la ballesta a Mallorca. Els premis o joies eren anomenats “anaps”.[99]

## La ballesta a Gènova i terres d'Itàlia
Gènova, primer aliada i després gran rival de Catalunya a la mar, tenia una gran tradició en l'ús i pràctica de la ballesta. Les ballestes genoveses foren de gran qualitat i els ballesters genovesos tingueren una fama molt gran.

### Testimonis
- 1162. El primer testimoni, i més antic, a considerar és el de les “Compagnie del popolo della Città e del territorio di Pisa”. Cadascuna tenia un capità i en temps de pau entrenava i ensenyava als ciutadans de la seva companyia a tirar amb ballesta, amb llança i amb verga sarda. En resum: els ensenyava a lluitar.[100]
  - 1114. Cal recordar que, prèviament, en la Croada pisano-catalana hi havia ballesters. Liber Maiolichinus.

| «                                                                 | “ Ciascuna aveva il suo capitano, o che «in tempo di pace le esercitava nell'armi e al corso; le addestrava al tiro della balestra, della lancia e della verga sardesca ...insomma le doveva istruire nelle arti della guerra”. | » |
| — Il tiro al segno in Italia. Per Angelo Angelucci. Torino, 1865. | |   |

- 1181. Tractat d'aliança entre Gènova i l'Alexandria musulmana. Gènova havia de proporcionar, entre d'altres, 10 ballesters a Alexandria. Amb totes les depeses pagades per Gènova i a petició d'Alexandria (fins a tres cops a l'any).
- 1248. Vuitanta ballesters genovesos acompanyaren Lluis IX de França en la primera croada.
- 1284. Batalla de Meloria.
- 1310. Pisa, 4000 ballesters.[101]
- 1346. Batalla de Crécy. 6.000 ballesters genovesos mercenaris fracassaren per culpa de la pluja, en mullar-se les cordes de les seves ballestes i relliscar en el fang quan les paraven.[102][103]
- 1386. Gènova. Pagament de 25 lires per 4 tasses de plata, premis d'un joc de ballesta.

## La ballesta a Castella, Navarra i Portugal
- c.1230. Libro de Alexandre: “...priso una ballesta armada a tesura, ...”.[104]
- 1253. Cómitres residentes en Sevilla.[105][106]
- 1266. Navarra. Ricard de Montfort, el fill petit de Simó V de Montfort, va lluitar al servei de Teobald II de Navarra. El primer llibre conservat dels “Registros de Comptos” de Navarra esmenta les despeses generades pels seus cavallers, ballesters, escuders amb armes i infants.

| «                                             | "Per la garnizon de Vilanoua et de Ostasuaylles et de Sant Johan et de Mongelos et de Arberoa, de lunes enpues la festa de Sant Bernabé apóstol, que es en el mes de juyn, ata lo dimenge anantz de Natiuitas Beate Marie, que es en el mes de setembre, de cauers et de balesters et de escuders con armas, et de ornes a pie, per 91 días, et per sarrar Vilanoua et per far catafals en Ostasuaylles, et per auena compra peral rey quant lo rey estaua en Vilanoua, 1.357 lib. 14 s. 11 d. torneses". (Reg. 1, f. 33rº). | » |
| — Registo de Comptos de Navarra. Juan Arnalt. | |   |

- 1379. Portugal. “Besteiros do conto”. L'expressió es podria traduir, potser, per “ballesters de plaça”, ballesters destinats a defensar un lloc determinat. Els “besteiros do monte”, ballesters de munt (esmentats per Ramon Muntaner) serien els que anirien amb l'exèrcit en campanya.[107]
- 1463. "Alarde" (mostra militar), a Jaén,[108]

| «                                             | ...mandó dar (el Condestable D. Miguel Lucas) una librea de su cámara de capuces pequeños de muy fino paño azul y amarillo a meitades con flocaduras de aquella manera... y luego encabalgó en una jacanea e fizo apartar toda la otra gente de los ballesteros, é cada collación por si fizo su alarde, do fallaron aquel dia 1500 ballesteros de nómina muy bien aderesados con buenas ballestas é aljabas con su almacén. Durante la asamblea se empleó esta tropa todos los domingos en los ejercicios militares y para los que sobresalían mandaba poner de su cámara ciertas joyas, conviene á saber, camisas moriscas e tocas turcas, e gentiles almaizares é capirotes moriscos de muy finos paños, bien fechos é borceguíes é marloquies... | » |
| — Comte de Clonard. Hist. org. T. I. pàg. 371 | |   |

- 1497. Libro de la Cámara Real del Príncipe Don Juan, de Gonzalo Fernández de Oviedo e offiçios de su casa.[109]
- 1511. Portugal. “Besteiros do monte”, ballesters de munt.[110]
- 1596. Obra "Amadís de Grecia".[111]
- 1634.[112]

## Videos
A diferència del tir amb arc en què les accions de tensar i tirar són (aparentment) intuïtives i conegudes, les diverses maneres de parar i desparar una ballesta no són fàcils d'explicar. La visió d'uns quants videos permet entendre els procediments de tirar amb ballesta.
- Video que mostra una ballesta d'estrep, amb les accions de “parar” i “desparar”.[113]
- Parant una ballesta de 400 lliures amb un sistema de palanca.[114]